# Vladimir Vazov
Vladimir Minčev Vazov (Sopot, 14. svibnja 1868. – Ribarica, 20. svibnja 1945.) je bio bugarski general i vojni zapovjednik. Tijekom Prvog svjetskog rata zapovijedao je 9. plevenskom divizijom na Solunskom bojištu, dok je nakon rata obnašao dužnost gradonačelnika Sofije.

## Obitelj
Vladimir Vazov je rođen 14. svibnja 1868. u Sopotu. Osmo je dijete Minče Vazova i Sabe Vazov rođ. Hadjinikolove. Vladimirova braća su, između ostalih, bili pisac Ivan Vazov, general Georgi Vazov, te političar Boris Vazov. Brak je sklopio s Marom Goranovom s kojom je imao tri sina od kojih je najmlađi Vladimir također odabrao vojni poziv.

## Vojna karijera
Obitelj Vladmira Vozova živjela je u Sopotu. Tijekom Rusko-turskog rata kada je Vladimir imao devet godina osmanske snage osvojile su Sopot, spalile kuću Vazovih, te ubile Vladmirovog oca. Obitelj se sklonila u Plovdiv, ali se poslije vratila u Sopot gdje je ponovno izgradila dom. Kasnije se Vladimir s majkom Sabom preselio u Staru Zagoru gdje je završio treći razred, a nakon toga u Plovdiv brata Ivana gdje je završio srednju školu. U jesen 1885. kada je proglašena mobilizacija zbog rata sa Srbijom tada 17-godišnji Vazov se kao dragovoljac javlja u bugarsku vojsku. S obzirom na to da su tada već njegova četiri starija brata služila u vojsci molba mu nije bila prihvaćena. 
Nakon završetka srednje škole Vazov pohađa Vojnu školu u Sofiji. Istu završava u travnju 1887. kao četvrti u klasi što mu omogućava da bira jedinicu u kojoj će služiti. Odabire 2. topničku pukovniju u Šumenu gdje služi u 1. bitnici. Potom od 1888. služi u 5. topničkoj pukovniji, da bi u svibnju 1890. bio promaknut u čin poručnika. Od 1891. obnaša dužnost pobočnika u 2. topničkoj pukovniji, nakon čega zapovijeda novoustrojenom brdskom polubitnicom u navedenoj topničkoj pukovniji. Od lipnja 1893. član je komisije zadužene za primjenu novih topničkih materijala iz tvornice Krupp iz Essena, da bi u travnju 1894. bio unaprijeđen u čin satnika. Te iste 1894. godine premješten je na službu u 4. topničku pukovniju u Sofiju gdje najprije od siječnja 1895. zapovijeda 3., a od siječnja 1900., 1. bitnicom. Istodobno od 1895. obnaša i dužnost člana Vojnog suda u Sofiji. U tom razdoblju dodatno se školuje te 1902. pohađa Časnički tečaj u Sofiji i Topničku školu u Carskom Selu u Rusiji tijekom 1903. godine. 
U siječnju 1903. promaknut je u čin bojnika, dok je tijekom 1904. član komisije za izbor brzometnog topa za bugarsko topništvo. Godine 1905. pohađa Topnički tečaj za gađanje u Poitiersu. Te jeseni imenovan je zapovjednikom topničkog odjela u 8. topničkoj pukovniji, nakon čega od 1906. obnaša dužnost pomoćnika načelnika Topničke škole. Navedenu dužnost obnaša godinu dana, do 1907., kada je imenovan načelnikom odjela u Topničkoj inspekciji. U međuvremenu je, u prosincu 1906., unaprijeđen u čin potpukovnika. Od 1908. zapovjednik je odjela u 4. topničkoj pukovniji, da bi od iduće, 1909. godine, zapovijedao 2. odjelom u 8. topničkoj pukovniji. Godine 1910. zapovijeda topničkim odjelom u 5. topničkoj pukovniji, da bi od 1911. obnašao dužnost pomoćnika zapovjednika 4. topničke pukovnije. 
U Prvom Balkanskom ratu zapovijeda 4. topničkom pukovnijom brzometnog topništva koja se nalazila u sastavu 1. sofijske divizije. U sastavu 1. sofijske divizije sudjeluje u prodoru do linije Edirne-Lozengrad, nakon čega sudjeluje u Bitci kod Kirk Kilissea i Prvoj bitci kod Čataldže. I tijekom Drugog Balkanskog rata zapovijeda 4. topničkom pukovnijom brzometnog topništva. Zapovijedajući istom sudjeluje u borbama kod Caribroda, Pirota i Gradomana.
Po završetku Balkanskih ratova Vazov je imenovan načelnikom odjela u Topničkom inspektoratu. U kolovozu 1915. imenovan je zapovjednikom 5. topničke brigade.

## Prvi svjetski rat
Vazov je 5. topničkom brigadom zapovijedao i nakon ulaska Bugarske u rat na strani Centralnih sila. Brigada se nalazila u sastavu 2. armije kojom je zapovijedao Georgi Todorov. Vazovljeva brigada sudjelovala je u teškim borbama oko Gnjilana, te u Kosovskoj bitci. Nakon toga bugarske jedinice su se okrenule prema jugu kako bi se suprotstavila francuskim snagama koje su napredovale dolinom Vardara. Međutim, 28 studenog 1915. Vazov je teško ranjen u desno rame, te je povučen s bojišta na oporavak.
Na bojište se vratio u veljači 1916. s još uvijek nezaliječenim ranama. Idućeg mjeseca imenovan je zapovjednikom 1. brigade 5. pješačke divizije. Tijekom ljeta te godine obolio je od malarije i gripe, ali usprkos bolesti nije želio napuštati bojište. Na jesen 1916. sudjeluje u zaustavljanju savezničke Monastirske ofenzive u Bitci na Crnoj rijeci. U navedenoj bitci se istaknuo, te je u ožujku 1917. imenovan zapovjednikom 9. plevenske divizije. Po preuzimanju zapovjedništva odmah je krenuo na jačanje obrambenih položaja svoje divizije. To se pokazalo dalekovidnim jer su u travnju 1917. britanske jedinice krenule najprije sa snažnim bombardiranjem, a nakon toga i pješačkim napadima. Međutim, u Drugoj bitci na Dorjanu su teško poražene, nakon čega je Vazov u svibnju promaknut u čin general bojnika.
U rujnu 1918. saveznici su pokrenuli Vardarsku ofenzivu. Prema savezničkom planu proboj je trebao uslijediti na dva mjesta - Dobrom polju i Dorjanu gdje je položaje držala Vazovljeva 9. plevenska divizija. Britanci, ovaj puta s dvije grčke divizije su tako ponovno napali položaje 9. plevenske divizije. Međutim, iako su imali znatnu premoć u ljudstvu i topništvu, u Trećoj bitci na Dorjanu savezničke snage su ponovno poražene. Tek kada su saveznici uspjeli probiti liniju bojišta na Dobrom Polju, Vazov je bio prisiljen se povući nakon čega je 29. rujna 1918. potpisano Solunsko primirje kojim je Bugarska izišla iz rata.

## Poslije rata
Nakon završetka rata Vazov je ostao zapovjednikom 9. plevenske divizije. Godine 1919. imenovan je zapovjednikom 2. vojno-inspekcijske oblasti. Navedenu dužnost obnaša do kolovoza kada je imenovan glavnim inspektorom za topništvo. U siječnju 1920. promaknut je u čin general poručnika, nakon čega je u veljači te iste godine premješten u pričuvu. Te iste godine izabran je za predsjednika Saveza pričuvnih časnika, a na navedenu dužnost ponovno je izabran i 1924. godine.
U listopadu 1922. Vazov zajedno sa skupinom istomišljenika osniva Bugarski narodni savez Kubrat kojim se nastojao spriječiti revolucionarne prijetnje i komunistički pokret. Navedeni savez najprije je djelovao u tajnosti, da bi u lipnju 1923. bio legaliziran, te je sudjelovao u radu parlamenta, kao i u gušenju komunističkog ustanka u rujnu 1925. godine.

U travnju 1926. Vazov je izabran za gradonačelnika Sofije. Tijekom svoga mandata koji je trajao do ožujka 1932. poboljšano je vatrogastvo, proširena je električna mreža, a poboljšan je i promet u gradu. Posljednje godine života Vazov je proveo u selu Ribarica, blizu Loveča. Tu je i preminuo 20. svibnja 1945. u 79. godini života.

## Vanjske poveznice
(bug.) Vladimir Vazov na stranici Boinaslava.net

(bug.) Vladimir Vazov na stranici Bulgarianhistory.org

(češ.) Vladimir Vazov na stranici Valka.cz